# (1794) Finsen
(1794) Finsen es un asteroide que forma parte del cinturón de asteroides y fue descubierto por Jacobus Albertus Bruwer desde la estación meridional de Leiden en Hartbeespoort, República Sudafricana, el 7 de abril de 1970.

## Designación y nombre
Finsen fue designado inicialmente como 1970 GA.
Más tarde se nombró en honor del astrónomo sudafricano William Stephen Finsen (1905-1979).

## Características orbitales
Finsen orbita a una distancia media del Sol de 3,131 ua, pudiendo alejarse hasta 3,603 ua y acercarse hasta 2,659 ua. Su excentricidad es 0,1507 y la inclinación orbital 14,58°. Emplea 2024 días en completar una órbita alrededor del Sol.